# Are You What You Want to Be?
Are You What You Want to Be? – utwór amerykańskiego indiepopowego zespołu Foster the People, który znalazł się na ich drugim albumie studyjnym, zatytułowanym Supermodel. Utwór wydany został 9 września 2014 roku przez wytwórnię Columbia Records jako czwarty singel z nowego albumu. Twórcami tekstu utworu są Paul Epworth i Mark Foster, którzy także zajęli się jego produkcją. Singel notowany był na 42. miejscu w notowaniu Hot Rock Songs w Stanach Zjednoczonych.

## Pozycje na listach przebojów
| Kraj              | Lista (2014)   | Najwyższa pozycja |
| ----------------- | -------------- | ----------------- |
| Stany Zjednoczone | Hot Rock Songs | 42                |